# Boch (Kaufmannsfamilie)

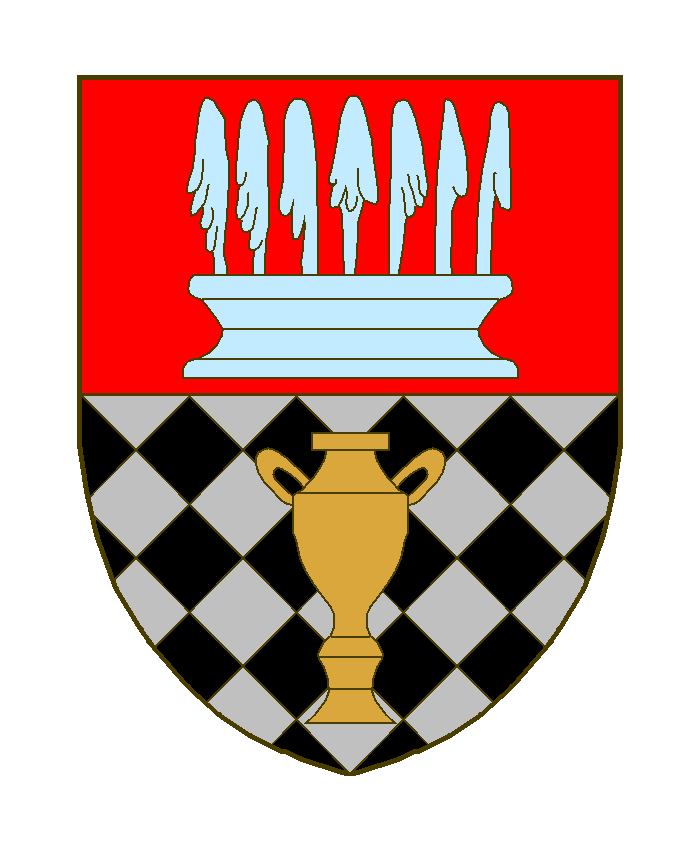
Wappen derer von Boch (1892)

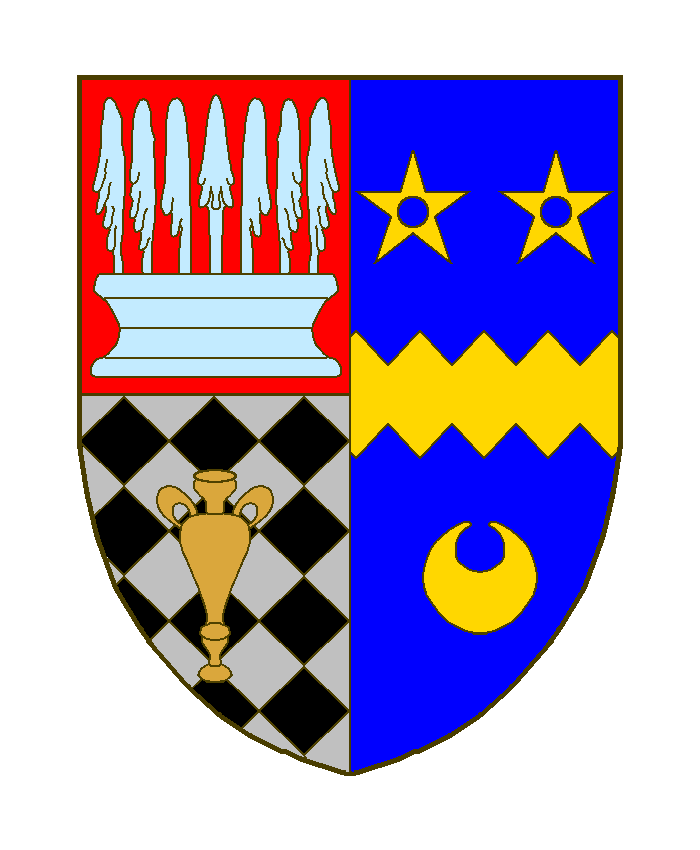
Wappen derer von Boch-Galhau (1907)

Boch, ab 1892 von Boch, ab 1907 auch von Boch-Galhau (für René von Boch und seine direkten Nachkommen) ist der Name einer alten Kaufmannsfamilie aus Audun-le-Tiche (Deutsch-Oth bzw. Deutsch Altheim in Lothringen, Frankreich), die bis heute gemeinsam mit der Familie Villeroy de Galhau die keramischen Werke Villeroy & Boch AG besitzt.

## Geschichte

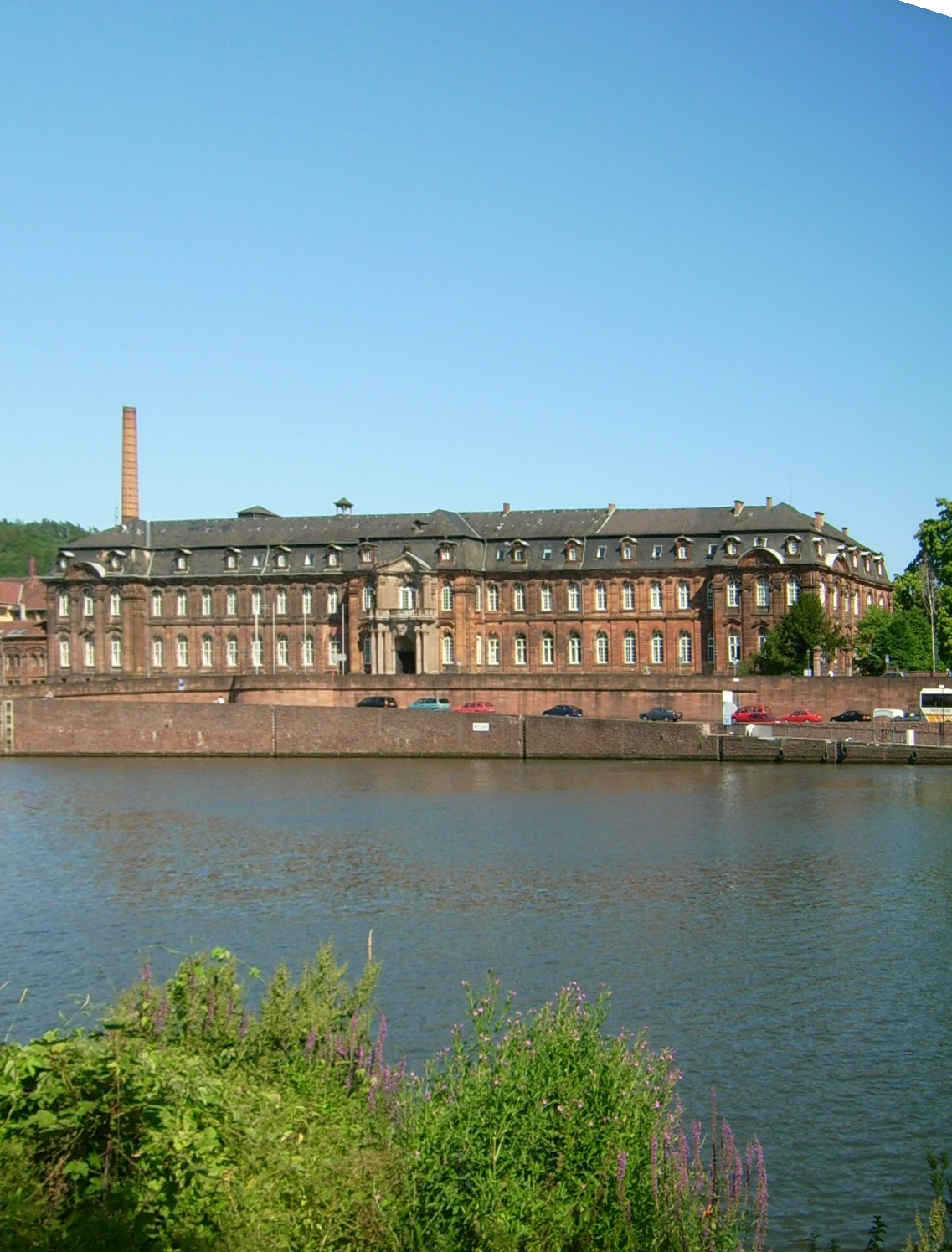
Konzernzentrale von Villeroy & Boch in der ehemaligen Abtei Mettlach

Der Stammvater François Boch gründete im Jahr 1748 die Porzellanmanufaktur Jean-François Boch et Frères in Audun-le-Tiche. 1767 wurde eine weitere Manufaktur in Siebenbrunnen (Luxemburg) erbaut. 1801 kaufte Jean-François Boch die ehemalige Benediktinerabtei in Mettlach an der Saar. In ihr wurde eine moderne mechanisierte Geschirrfabrik eröffnet. Mit ihr verwirklichte Boch einige seiner Ideen von Maschinen zur Fertigung seiner Waren, was den Beginn einer Massenproduktion markierte. 1836 wurde das Familienunternehmen durch Zusammenlegung mit der 1791 gegründeten Konkurrenzfirma des Nicolas Villeroy in Vaudrevange zu „Villeroy & Boch Keramische Werke“ erweitert. Die Abtei Mettlach wird bis heute als Konzernzentrale von Villeroy & Boch genutzt.
Eugen von Boch (1809–1898), Gesellschafter in 4. Generation und Ehemann der Oktavie Villeroy, wurde am 15. Mai 1892 in Danzig mit Diplom vom 10. August 1892 (Marmorpalais bei Potsdam) als von Boch in den königlich preußischen Adelsstand erhoben. Nachdem Nicolas Adolphe de Galhau, Enkel des Nicolas Villeroy und Ehemann der Sophie Villeroy, bei seinem Tod 1889 sein Erbe, darunter seine Besitzungen in Wallerfangen (Schloss Galhau) sowie den Linslerhof den beiden Unternehmerfamilien Villeroy und Boch (seinen Neffen Emmanuel Villeroy und René von Boch) vererbt hatte, unter der Maßgabe, den Namen Galhau zukünftig im Namen zu führen, wurde der Familienname für René von Boch, Sohn des Eugen von Boch und der Oktavie Villeroy, gemäß preußischer Namen- und Wappenvereinigung mit Diplom vom 14. September 1907 in Wilhelmshöhe in von Boch-Galhau umgeändert, während die Familie Villeroy den Namen Villeroy de Galhau annahm (aus letzterer Familie stammt François Villeroy de Galhau). Die Änderung des Familiennamens betraf nicht die beiden Brüder des René von Boch-Galhau, Edmund von Boch (1845–1931) und Alfred von Boch (1860–1943).

## Familienmitglieder

Pierre-Joseph Boch (1737–1818)

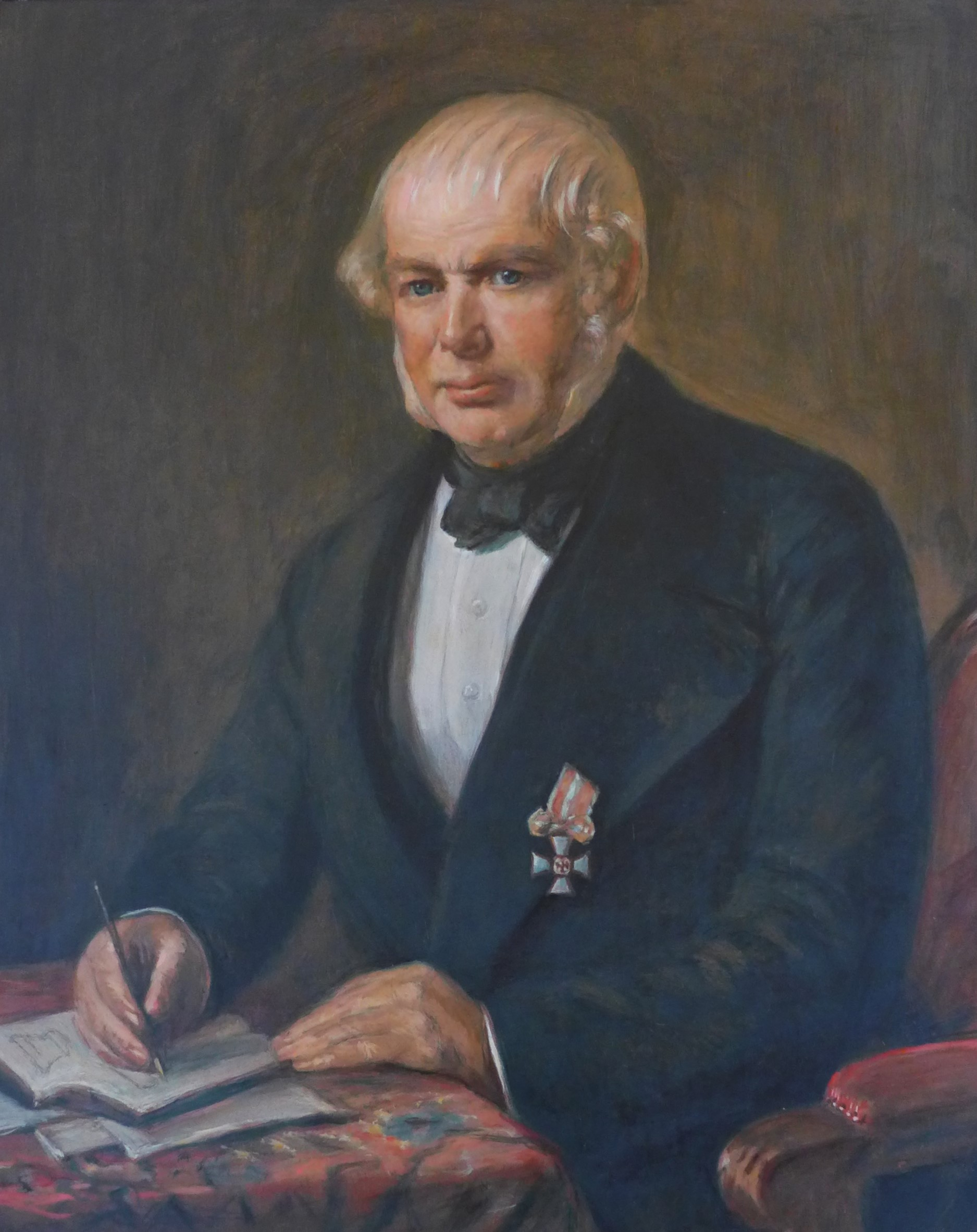
Jean-François Boch (1782–1858)

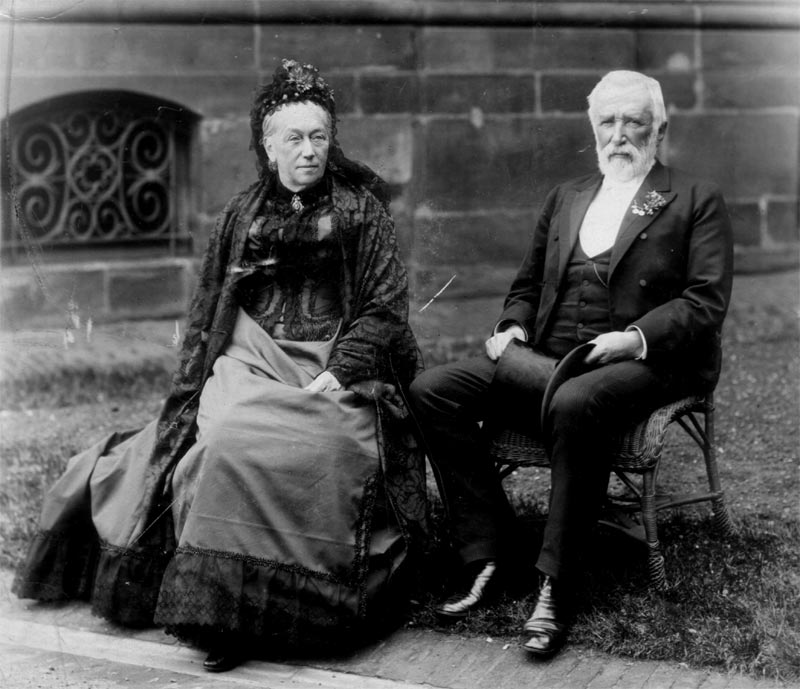
Eugen von Boch und seine Frau Oktavie, geb. Villeroy

René von Boch-Galhau (1843–1908)

- François Boch (1700–1754), Eisengießer, Gründer der Firma Jean-François Boch et Frères (1748) in Lothringen
  - Pierre-Joseph Boch (1737–1818), Sohn des Firmengründers und Inhaber der Firma Jean-François Boch et Frères
    - Jean-François Boch (1782–1858), fusionierte mit Nicolas Villeroy, Gesellschafter des Familienunternehmens Villeroy & Boch Keramische Werke in 3. Generation
      - Eugen von Boch (1809–1898), Gesellschafter in 4. Generation und Leiter des Familienunternehmens, Gutsbesitzer und preußischer Geheimer Kommerzienrat, Abgeordneter des Provinz-Landtages, verheiratet mit Oktavie Villeroy (1823–1899)
        - René von Boch-Galhau (1843–1908), Gesellschafter in 5. Generation, preußischer Geheimer Kommerzienrat
          - Martha von Boch-Galhau (1880–1961), Ehefrau des Reichskanzlers Franz von Papen
          - Roger von Boch-Galhau (1873–1917), Gesellschafter in 6. Generation und Generaldirektor des Familienunternehmens, königlich preußischer Rittmeister und Kommandeur
            - Renata von Boch-Galhau (1907–1963)
            - Franz Egon von Boch-Galhau (1909–1981), Gesellschafter in 7. Generation, Gutsbesitzer und Land- und Forstwirt
              - Roger von Boch-Galhau (1935–2017), Gesellschafter in 8. Generation
                - René von Boch-Galhau (* 1975), Künstler

              - Helen von Boch-Galhau (1938–2007), Designerin
              - Wendelin von Boch-Galhau (* 1942), Gesellschafter in 8. Generation, ehemaliger Vorstandsvorsitzender und ehemaliger Vorsitzender des Aufsichtsrates des Familienunternehmens, Gutsbesitzer und Land- und Forstwirt, Hotelier

            - Monika von Boch-Galhau (1915–1993), Künstlerin

          - Luitwin von Boch-Galhau (1877–1932), Gesellschafter in 6. Generation und Direktor des Familienunternehmens,
            - Luitwin von Boch-Galhau (1906–1988), Generaldirektor 1932–1972, Hauptgesellschafter in 7. Generation, verheiratet mit Béatrice von Boch-Galhau (1914–2011)
              - Luitwin Gisbert von Boch-Galhau (* 1936), 8. Generation, ehemaliger Vorstandsvorsitzender und ehemaliges Ehrenmitglied des Aufsichtsrates des Familienunternehmens
                - Carmen von Boch-Kivu (* 1964), Künstlerin und Designerin, Aktionärin 9. Generation
                - Michel von Boch-Galhau (* 1968), Hauptaktionär des Familienunternehmens

        - Alfred von Boch (1860–1943)

      - Victor Boch (1817–1920), Unternehmer und Inhaber der Keramik-Firma Boch Frères in Belgien
        - Anna Boch (1848–1936), belgische Malerin und Kunstmäzenin und Kunstsammlerin
        - Elisa Boch (1853–1954)
        - Eugène Boch (1855–1941), belgischer Maler, Freund von Vincent van Gogh, Gründungsmitglied der Künstlergruppe »Les XX«
        - Margarita von Boch (* 1951), Dolmetscherin und Mäzenatin, Gründerin der Kinderhilfe Saar e. V.

## Wappen
- Das geteilte Wappen von 1892 zeigt oben in Rot auf der Teilungslinie ein Steinbecken mit sieben sich nach außen verjüngenden Wasserstrahlen, unten in von Schwarz und Silber schräg geschachtem Feld einen steinerner Krug. Auf dem Helm mit rechts schwarz-silbernen, links rot-silbernen Helmdecken drei (rot-silber-schwarz) Straußenfedern.
- Das gespaltene Wappen Boch-Galhau von 1907 ist rechts wie 1892, links in Blau ein beiderseits gezahnter goldener Balken, begleitet oben von zwei fünfzackigen goldenen Sporenrädern, unten von einem aufwärts-gewendeten goldenen Halbmond. Helm und Decken wie 1892.

## Bauten
Schloss Siebenbrunnen (Luxemburg) wurde ab 1767 von den Brüdern Jean-François, Dominique und Pierre-Joseph Boch als Wohnsitz erbaut, daneben entstand eine Porzellanfabrik, da hier zahlreiche Quellen zur Verfügung standen. Später verkauft, wurde es 1970 von Luitwin von Boch für die Firma zurückerworben.
Schloss Saareck in Mettlach wurde ab 1902 für Luitwin von Boch-Galhau und seine Ehefrau Adeline durch den Kölner Architekten Ludwig Arntz erbaut. 1942 wurde es vorübergehend als Lazarett genutzt. Seit 1954 dient es als Gästehaus der Firma Villeroy & Boch sowie als Event-Location für Tagungen und Hochzeiten. Der umgebende Park Saarecks Ländchen ist als Englischer Landschaftsgarten angelegt; die darin liegende Privatvilla wird noch von der Familie genutzt.
Schloss Fellenberg in Merzig kam 1880 auf dem Erbweg an die Familie von Boch und wurde 1934 an den Landkreis verkauft.
Schloss Villeroy de Galhau in Wallerfangen steht an der Stelle eines 1691 verlegten Kapuzinerklosters. Es gehörte im 18. Jahrhundert der geadelten Gastwirtsfamilie de Lasalle, in die 1795 Sophie Elise de Galhau einheiratete. Nicolas Adolphe de Galhau vererbte es 1889 an die Familie Villeroy. Es ist bis heute Wohnsitz der Familie Villeroy de Galhau. Die dortige Kapelle St. Joseph wurde 1879 von Eugen von Boch abtragen und 1882 in Mettlach über der Familiengruft derer von Boch wieder errichtet.
Das Gut Linslerhof bei Überherrn wurde 1824 durch Louis Henri Fulbert de Galhau erworben; die heutigen Gebäude wurden 1874 für Nicolas Adolphe de Galhau erbaut. 1889 an die Familie Boch vererbt, dient es dieser bis heute als Wohnsitz.

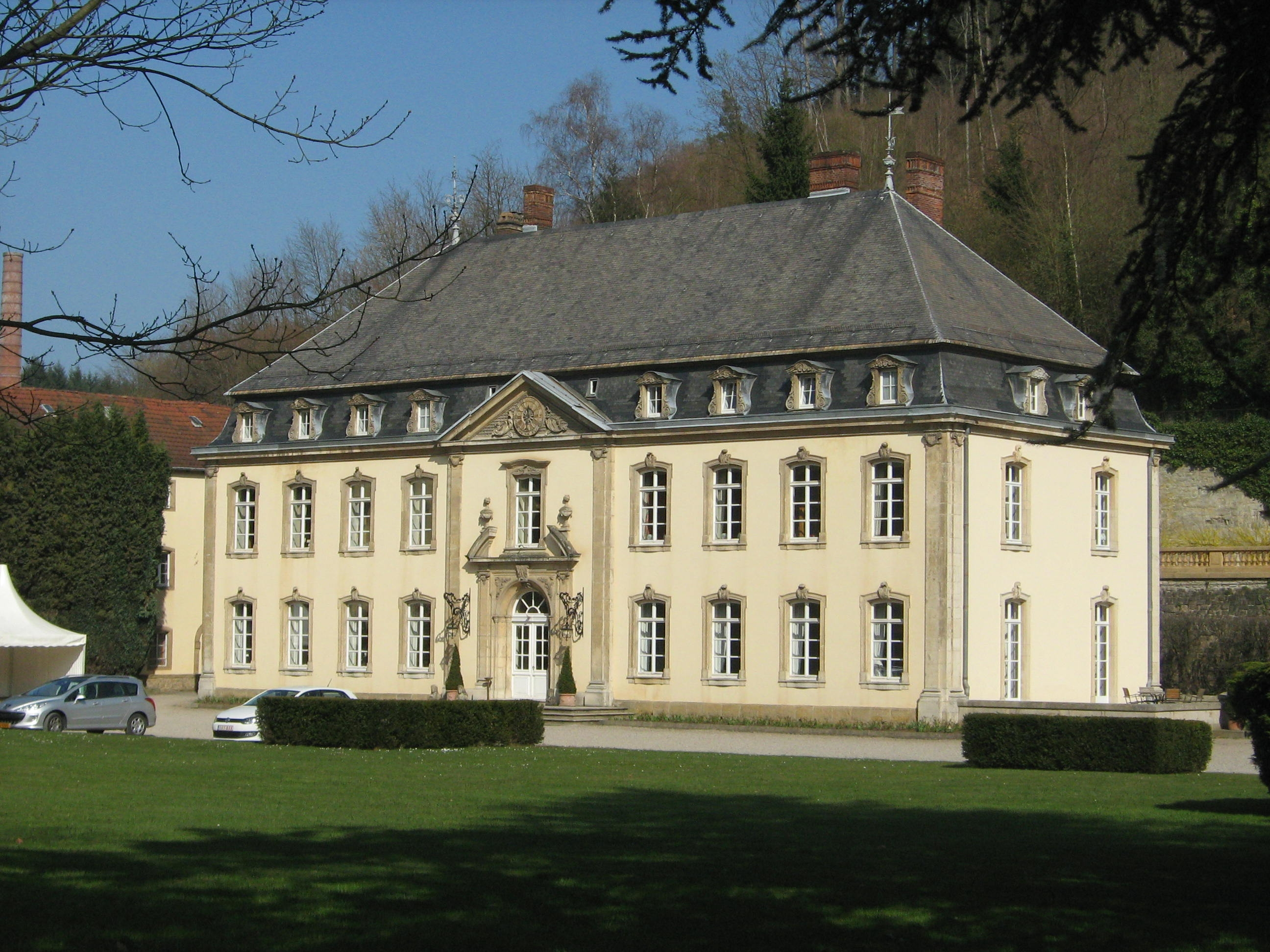
Schloss Siebenbrunnen (Luxemburg)
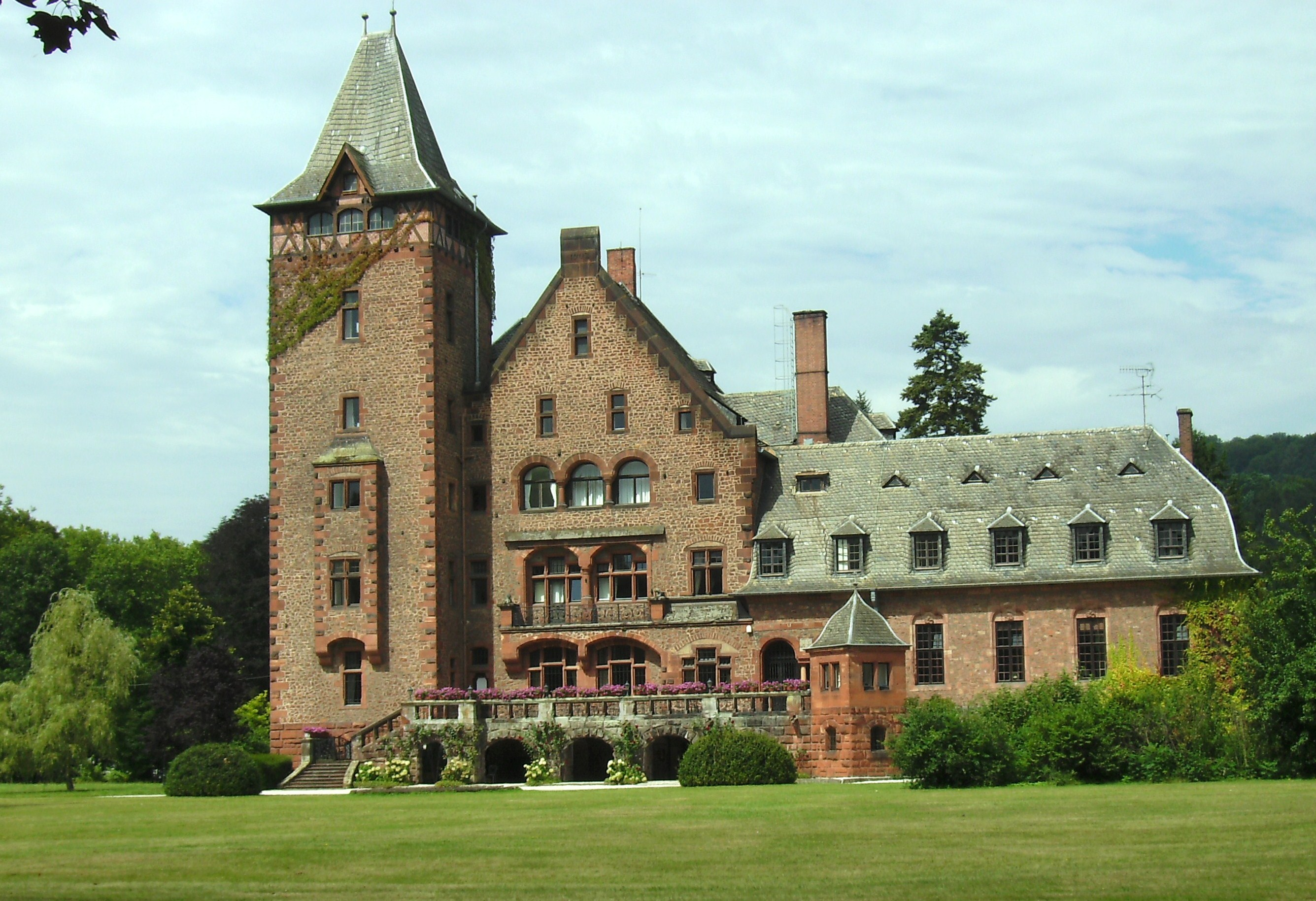
Gästehaus Schloss Saareck
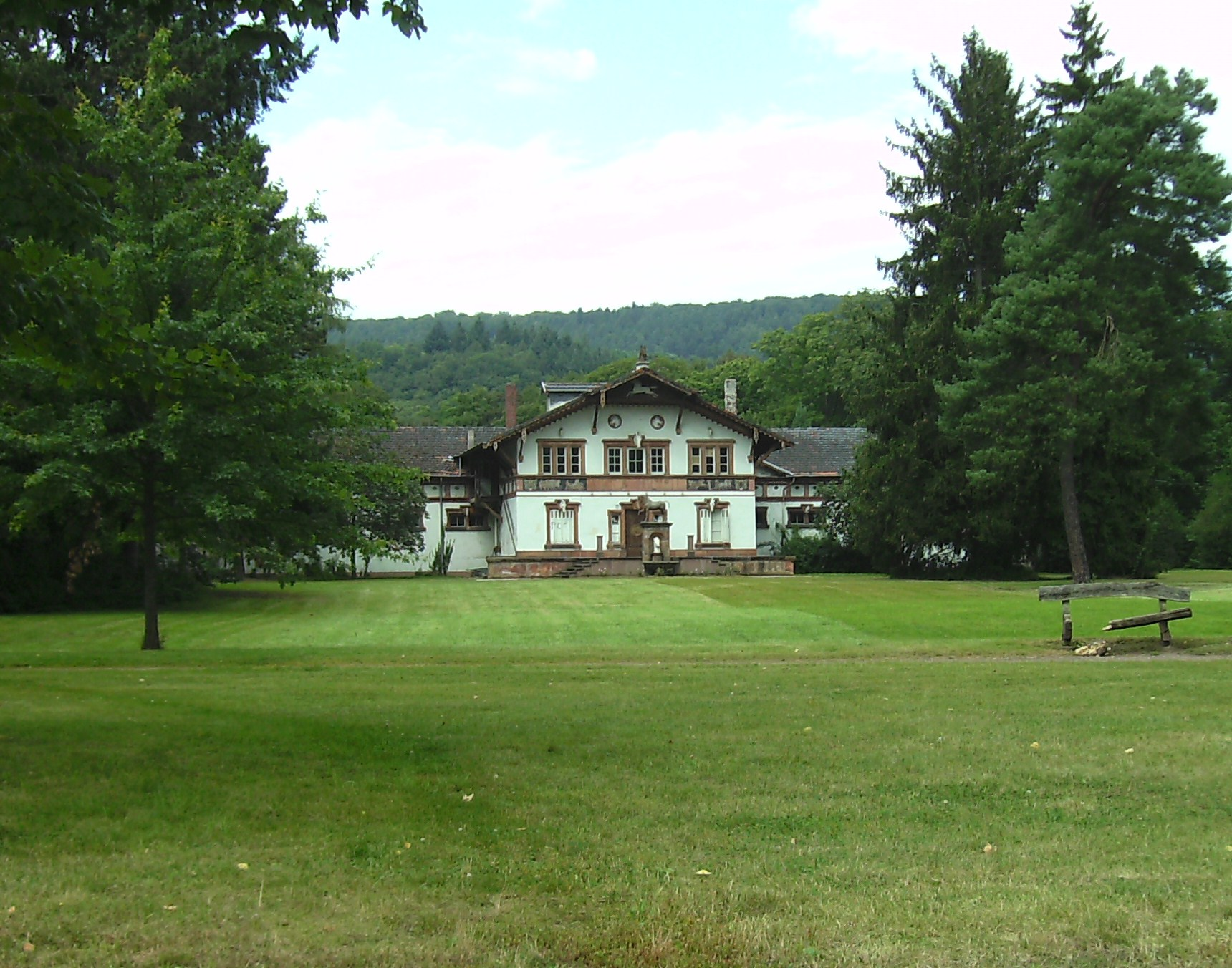
Privatvilla auf „Saarecks Ländchen“
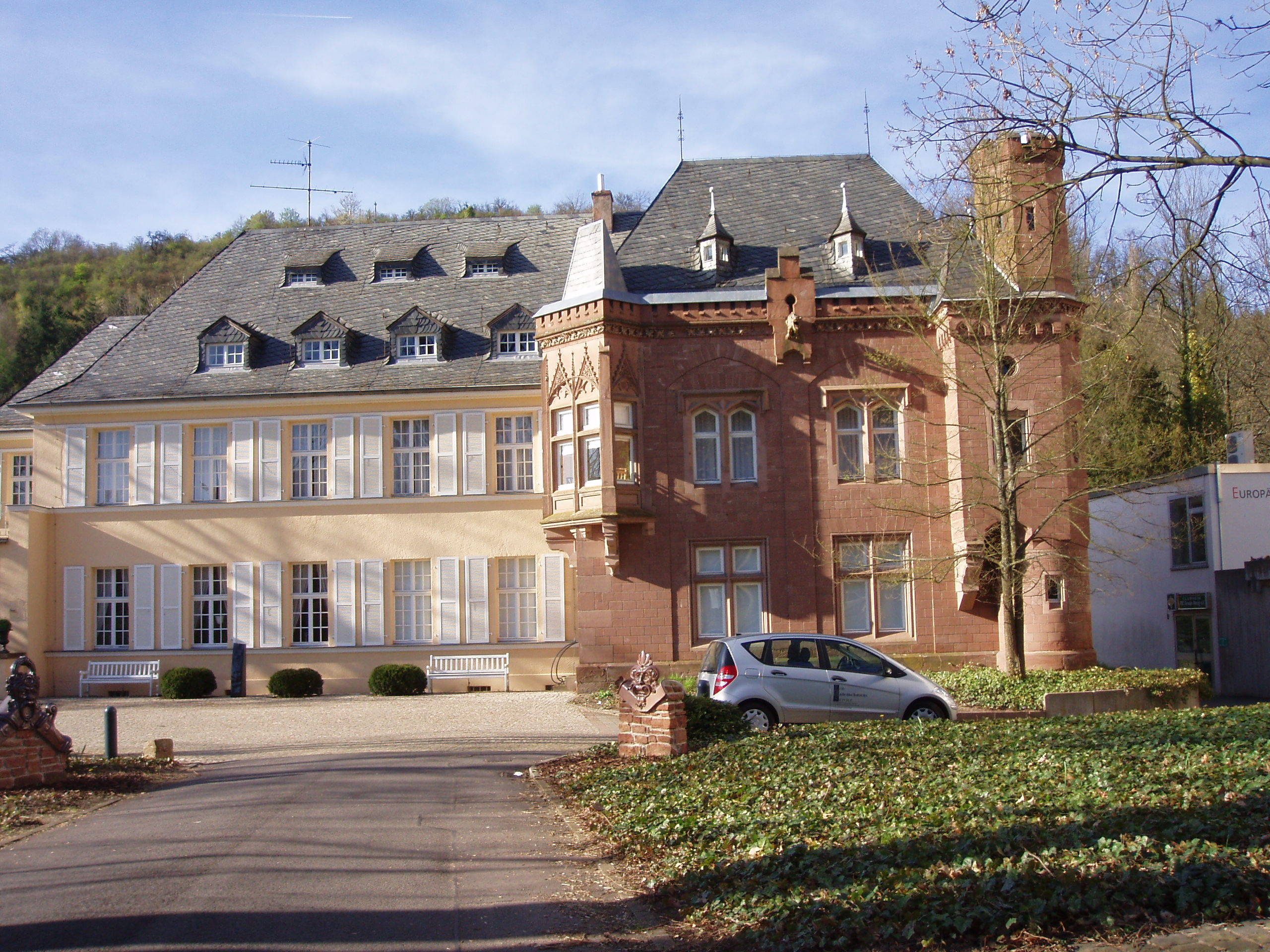
Schloss Fellenberg
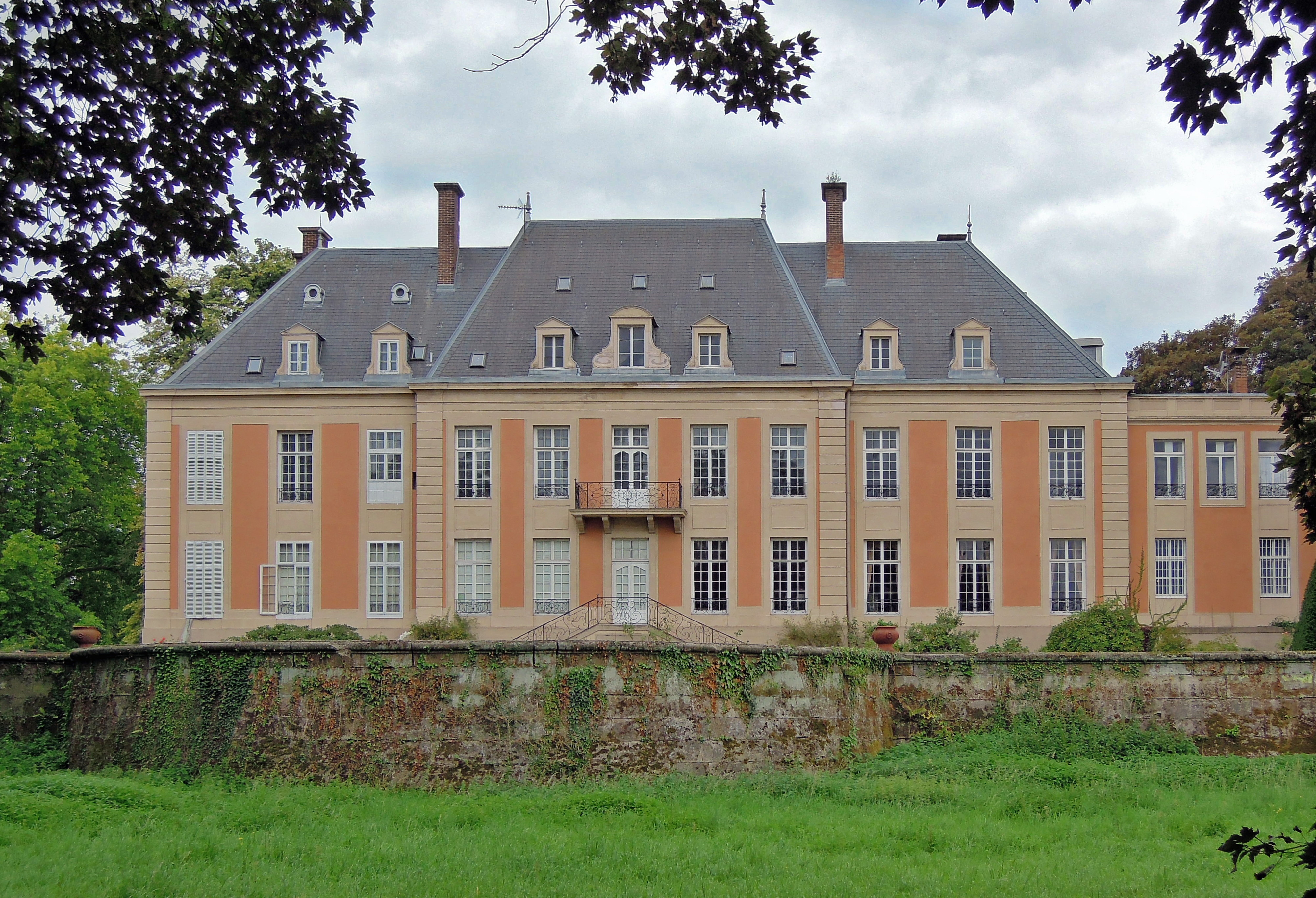
Schloss Villeroy de Galhau in Wallerfangen
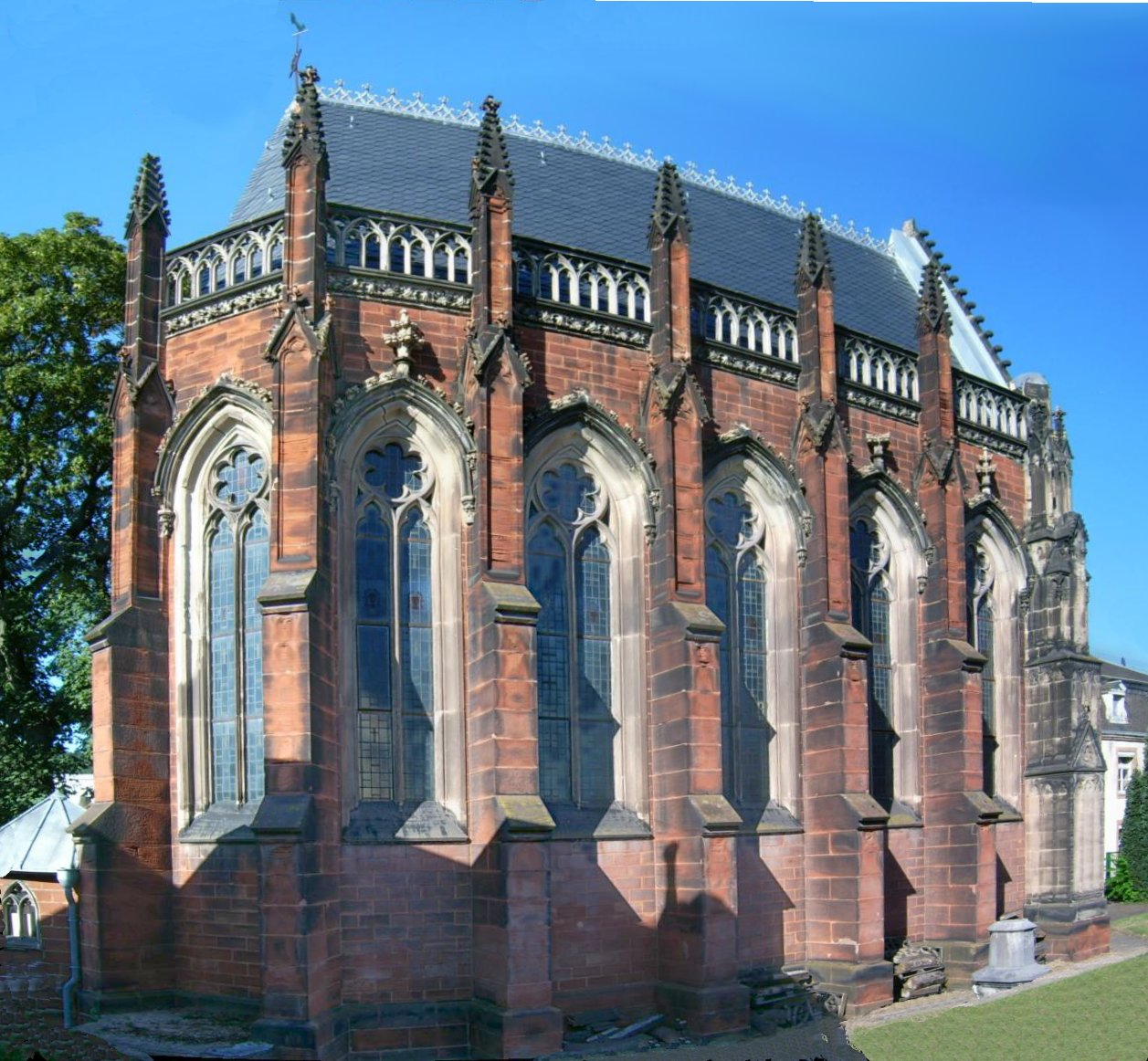
Kapelle St. Joseph (ursprünglich in Wallerfangen, seit 1882 in Mettlach als Grabkapelle der Familie von Boch)
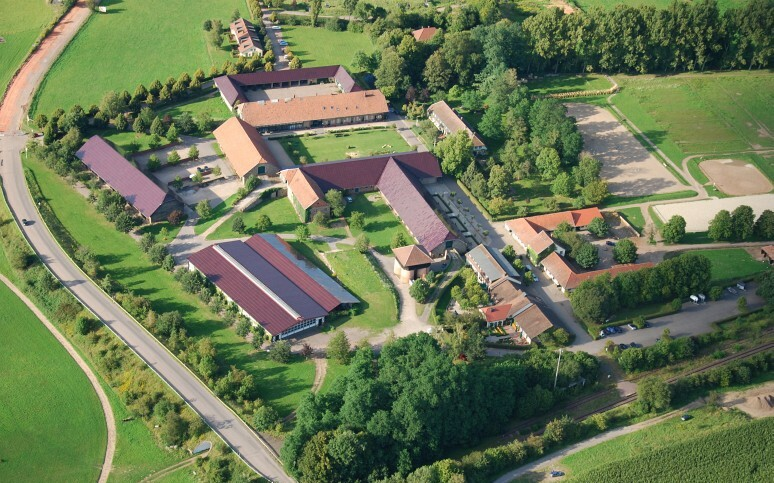
Linslerhof